# Pal Mickey
Pal Mickey était une peluche interactive de Mickey Mouse qui interagit avec les attractions et différentes lieux des parcs d'attractions de Walt Disney World Resort. Le nom signifie Ami (ou Copain, Pote) Mickey. La vente a été arrêtée en 2008.
Pal Mickey est proposé à la vente dans les quatre parcs de Walt Disney World : Magic Kingdom, Epcot, Disney-MGM Studios et Disney's Animal Kingdom ainsi qu'à Downtown Disney. 
Ce jouet technologique est à l'origine une poupée de Mickey Mouse haute de 26,5 cm, douce et facilement manipulable par des enfants. Elle contient un microprocesseur, un haut-parleur, trois piles AA, trois senseurs (un dans chaque main et son ventre), un vibreur et un récepteur/émetteur infrarouge dans le nez. Une attache dans le dos de la poupée permet de l'accrocher à la ceinture et la version 2005 comprend aussi un crochet pour une laisse.
Pal Mickey communique avec plus de 400 points de transmissions infrarouge répartis dans les parcs. Ainsi lors d'une balade dans un parc, la poupée peut à tout moment vibrer et émettre un bruit indiquant la disponibilité d'une information sur les éléments du parc à proximité. Il suffit de presser l'une des trois touches sensibles pour avoir l'information : les heures de parades ou spectacles, les personnages costumés, les durées des files d'attente des attractions ou simplement des remarques. La poupée possède une mémoire permettant de ne pas se répéter.
La poupée comporte plus de 700 phrases pré-enregistrées et peut en dehors de ses informations, simplement dire une blague ou faire un des trois jeux intégrés.

## Les versions

### Première version
La première version de Pal Mickey a été lancée en mai 2003. Il était habillé d'un pantalon rouge avec des boutons blancs, des gants blancs et des chaussures jaunes. Il était vendu au prix de 50 $ et disponible à la location pour 8$ par jour avec une caution de 50 $ et un retour au plus tard pour 12 h le lendemain. En cas de non-retour la caution était encaissée et la poupée considérée comme achetée par le locataire. Cette version de Pal Mickey était livrée avec une attache dorsale. 
Le système de location a pris fin avec l'année 2004.

### La version50eanniversaire
Avec l'Happiest Celebration on Earth (50e anniversaire de Disneyland), qui a démarré le 5 mai 2005, une version améliorée a été lancée pour un prix d'achat de 65 $. Mickey est habillé d'un pantalon rouge avec des boutons dorés, des gants blancs et des chaussures jaunes. Il porte en plus un nœud papillon doré sur une jaquette blanche, tous les deux détachable grâce à des velcros. Un médaillon doré, avec l'inscription « Happiest Celebration on Earth Glow Medallion », est en permanence accroché à sa main droite ; en le pressant, Mickey gigote et le texte du médaillon s'éclaire.
Cette version est livrée avec un crochet et une laisse pour le transport. Mais surtout l'électronique intégrée a été améliorée : le haut-parleur est un peu plus puissant, Mickey peut chanter (des chansons Disney) et poser des questions (et donner la bonne réponse ensuite).

### Les versions 2006
Début 2006, Disney a lancé des costumes pour Pal Mickey au prix unitaire de 10 $ : « Mickey Mouse Club », « Pin Trading », « Safari » et « Rain Wear » (pour la pluie). Ses versions intègrent le même système électronique que la version 2005.
En septembre 2006, une version « Costume de Sorcier » a été lancée ainsi qu'une version en espagnol. Pour la version sorcier, Pal Mickey est vêtu du chapeau bleu (amovible) de sorcier de Fantasia, une robe rouge et un pantalon bleu (cousu au-dessus des vêtements habituels de la première version). Cette version n'a pas de médaillon dans la main droite.
En octobre 2006, deux versions costumées supplémentaires « Pirate Cap'n » et « Santa Mickey » étaient disponibles au prix de 12 $.
En 2008, Disney décida d’arrêter sa commercialisation.

## Les jeux
La version originale comprenait trois jeux accessible en pressant les deux mains en même temps.
- Est-ce ici ? : la poupée choisit un parc à thème et liste ensuite des attractions. Le joueur doit donc actionner la main de la poupée si l'attraction est ou non dans le bon parc.
- Mickey a dit : c'est une variante de Jacques a dit. Il faut suivre l'indication de Mickey s'il la précède de « Mickey a dit ».
- Rapid'Amis : le joueur doit associer à une action prédéfinie (presser la main droite, la gauche ou le ventre) lorsqu'une condition par rapport à un personnage Disney est remplie. Par exemple : « Main gauche quand je dis Dingo », ou à Peter Pan lorsque « main droite, quand le personnage peut voler ».

Les versions à partir de la version du 50e anniversaire contiennent en plus les trois suivants. Les trois premiers jeux sont accessibles en pressant en même temps le ventre et la main droite tandis que les nouveaux jeux nécessitent de presser en même temps la main gauche et le ventre :
- Fais comme moi : sensiblement similaire à « Mickey a dit », il faut répéter une suite d'action et ajouter une nouvelle action indiquée par la poupée.
- Essaye de me suivre : il faut réagir rapidement selon les indications données.
- Je me répète ? : il faut presser la poupée si elle se répète dans l'énonciation d'une liste de personnages.

## Informations techniques
L'électronique et les piles de la poupée Pal Mickey sont entourées d'une housse en plastique (blanche et noire dans la première version, jaune dans le version 2005, puis blanche dans les versions 2006) accessible en ouvrant la fermeture éclair située dans le dos de la poupée. Sous cette fermeture se trouve un bouton marche/arrêt pour allumer ou éteindre le système infra-rouge et les senseurs.
Les poupées sont vendues avec des piles déjà installées et sont activées dans leurs boîtes en mode de démonstration : elles ignorent les émetteurs infra-rouges disposés dans les parcs. 
D'après les informations disponibles sur certains forums internet, les émetteurs infra-rouges sont capables d'identifier de manière individuelle les Pal Mickey situé dans leurs zones de couverture et de les suivre. Ce système semble principalement dû à une nécessité technique. Il semble possible, mais non prouvé, que Disney puisse collecter ces informations pour un usage interne mais cela reste anonyme car normalement aucun lien ne peut être fait entre le propriétaire de la poupée et la poupée en elle-même.
Pal Mickey respecte la troisième loi de la robotique (protéger sa propre existence) en prévenant son propriétaire en cas de proximité d'une attraction contenant de l'eau, afin de conserver sa peluche à l'abri de l'humidité.